# 程嘉祐
程嘉祐，宣州人，是一名清朝政治人物。荫生出身。
程嘉祐曾于光绪年间接替蒋斯岱任建宁府知府一职，光绪年间由金学献接任。